# Grimpa-soques atlàntic
El grimpa-soques atlàntic  (Xiphorhynchus atlanticus) és una espècie d'ocell de la família dels furnàrids (Furnariidae).

## Hàbitat i distribució
Habita la selva humida del nord-est del Brasil.